# Посіч (Хустський район)
По́січ — село в Україні, у Закарпатській області, Хустському районі. Входить до складу Горінчівської сільської громади.
Згадується у 1898-як Poszics, пізніше: 1941- Posics, 1983: Посіч, Посич.

## Населення

### Мова
Розподіл населення за рідною мовою за даними перепису 2001 року:
| Мова       | Відсоток |
| ---------- | -------- |
| українська | 99,6%    |
| російська  | 0,4%     |

## Школа
Перша школа була побудована приблизно в 1975-1976 році. За роки існування не відбувалося капітального ремонту і з 2017 до 2020 року знімалася окрема будівля для навчання, через аварійний стан навчального закладу. У 2020 році школу відновили. Зараз тут навчається 18 учнів.

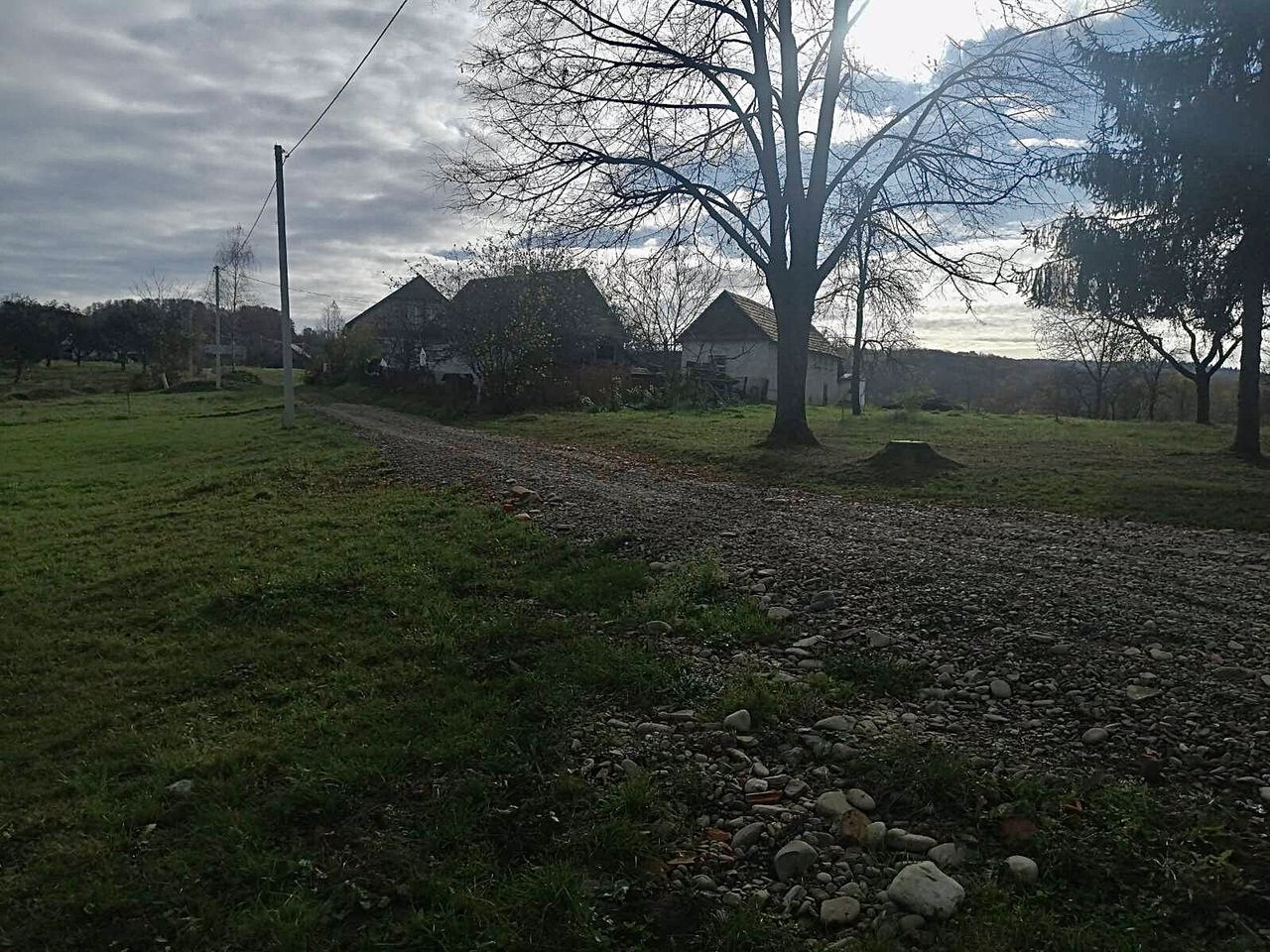
Вигляд на село Посіч - 2020 рік

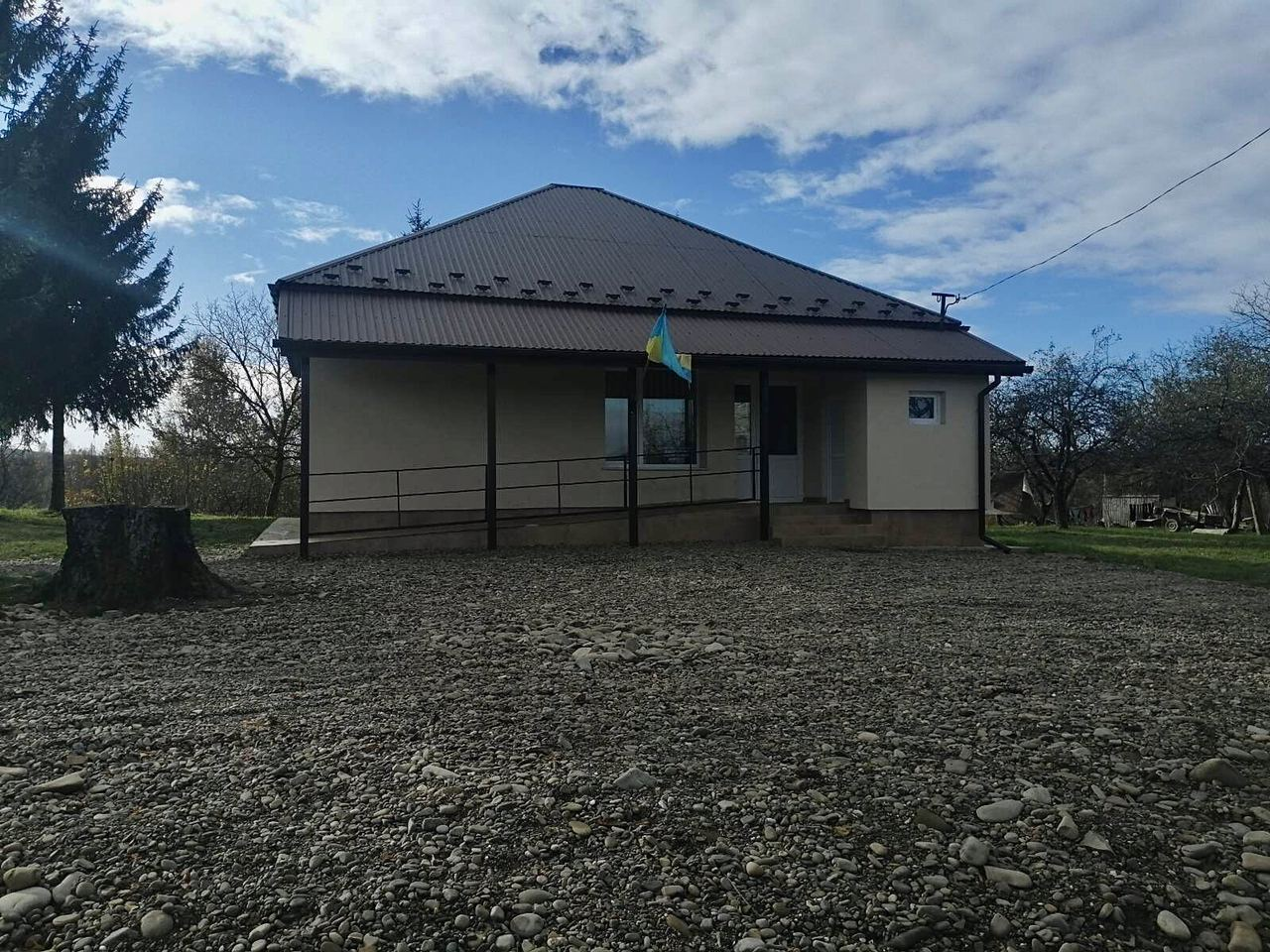
Загальноосвітня школа, головний вхід. Село Посіч - 2020 рік jpg